# Sid Castle
Sidney „Sid“ Ernest Rowland Castle (12. března 1892, Basingstoke – 27. ledna 1978, tamtéž) byl anglický profesionální fotbalista, který hrál za Basingstoke Town, Thornycroft Athletic, Guildford United, Tottenham Hotspur, Charlton Athletic a Chelsea FC.

## Sportovní kariéra
Hrál za Basingstoke Town, Thorneycrofts a Guildford United, poté přestoupil do Tottenhamu Hotspur. Mezi lety 1919 a 1920 Castle odehrál za klub pět zápasů.  V roce 1921 podepsal smlouvu s Charlton Athletic a odehrál za ně 66 zápasů a vstřelil 10 gólů. V roce 1923 Castle podepsal smlouvu s Chelsea, za kterou nastoupil v dalších 33 zápasech a dvakrát skóroval. Kariéru ukončil v Guildford United.
Po skončení kariéry se stal trenérem.